# Under himmel og vand
|  | Denne artikel er oprettet af botten PalnaBot ud fra en ekstern database. Den kan derfor have sproglige fejl eller mangler. Denne skabelon kan fjernes efter kontrol af indholdet. |

Under himmel og vand er en dokumentarfilm instrueret af Jens Christian Top efter manuskript af Jens Christian Top.

## Handling
Verner Mollerup Christensen har levet hele sit liv omgivet af vand, til den ene side havet, til den anden brakvandssøer. Søerne kaldes veser, og Verner har, så længe han kan huske, fisket på Nørrevese, som hans forældre har gjort det i generationer. En film om en mand, hans dialekt og hans landskab.